# فوکوس استکینگ

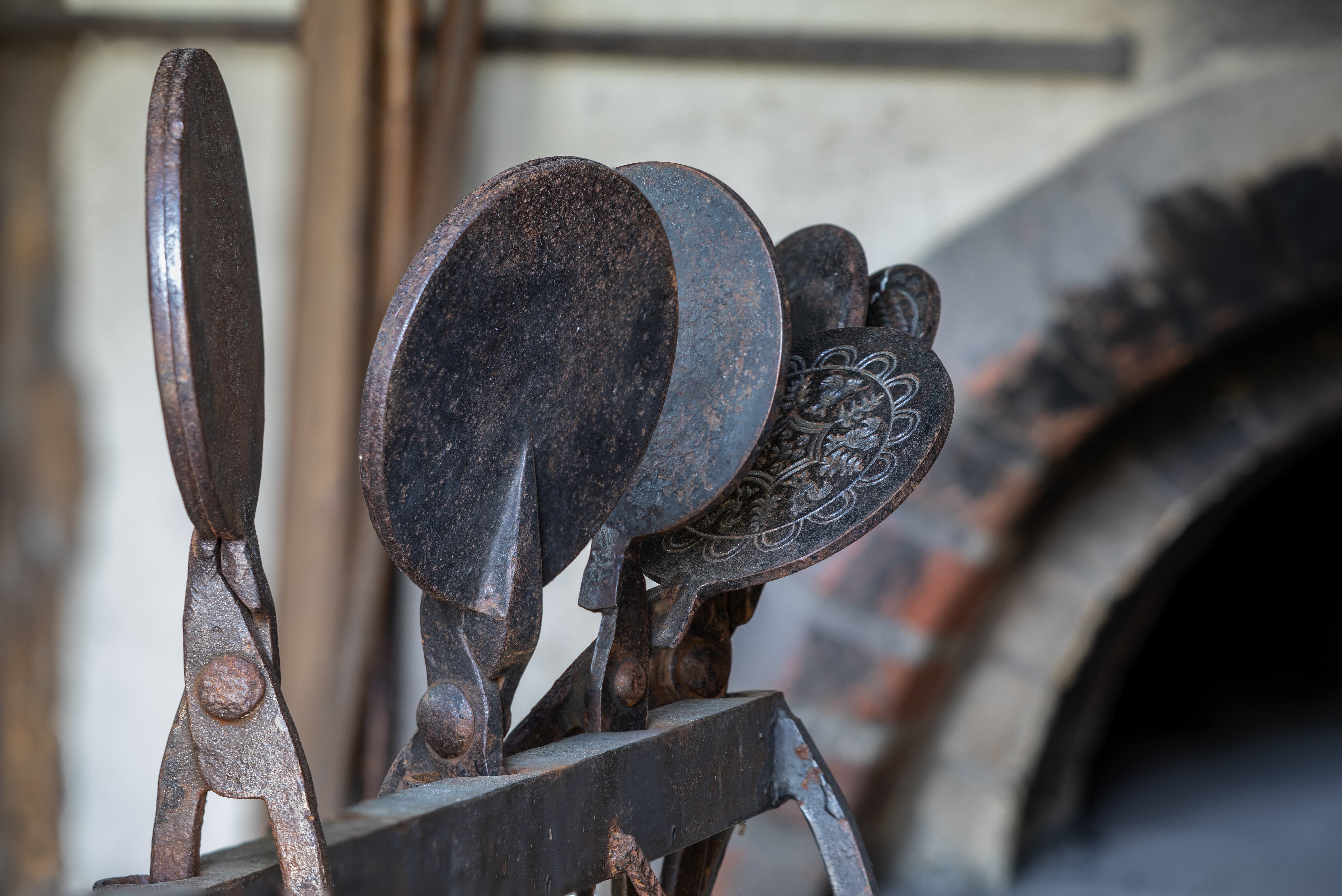
فوکوس استکینگ

فوکوس استکینگ یا انباشت فوکوس (به انگلیسی: Focus stacking) یک تکنیک مهم عکاسی ماکرو است که به شما کمک می‌کند فوکوس واضح را در کل تصویر حفظ کنید و همه چیز را در فوکوس قرار دهید. این تکنیک، ترکیب یا انباشته کردن گروهی از عکس‌های مشابه اما با نقاط فوکوس متفاوت است.

## فوکوس استکینگ در چه مواقعی استفاده می‌شود؟
استفاده کردن یا نکردن از انباشت فوکوس به سبک عکاسی شما و هدف شما از ثبت یک تصویر بستگی دارد، اما موقعیت‌های زیادی وجود دارد که مطمئناً منطقی است. بیشتر این موقعیت‌ها، زمانی است که نیاز دارید تمام تصویر در فوکوس قرار بگیرد.

### مناظر طبیعی
در مواقعی از عکاسی طبیعت که نیاز دارید هم گلهای جلوی تصویر فوکوس باشند و هم غروب زیبای خورشید را در عکس نهایی خود داشته باشید از این تکنیک می‌توان استفاده کرد.

### مناظر ماکرو
وقتی می‌خواهید از یک حشره یک تصویر کاملاً واضح داشته باشید باید از لنزهای ماکرو استفاده کنید و تصویر این لنزها روی یک نقطه متمرکز است و تمام شی را در محدوده فوکوس خود ندارد. در این حالت بهتر است از تکنیک فوکوس استکینگ استفاده شود تا همه شی به‌طور واضح ثبت شود.

### مناظر محصول
یک مورد دیگر از استفاده فوکوس استکینگ، عکاسی از محصولات است. در تصاویر تبلیغاتی دیده شدن جزئیات محصول بسیار مهم است و چون معمولاً محصول (به‌طور مثال ساعت مچی) ثابت است و حرکتی ندارد می‌توان با تکنیک فوکوس استکنیگ یک تصویر کاملاً واضح ثبت کرد.

## تجهیزات مورد نیاز برای فوکوس استکینگ
سه‌پایه برای اینکه از لرزش و جابه جایی دوربین هنگام ثبت چندین عکس در فرایند فوکوس استکینگ جلوگیری کرد.
ریموت باز هم برای جلوگیری از لرزش دست هنگام ثبت عکس، بهتر است از ریموت استفاده شود.
دوربین با قابلیت فوکوس دستی از هر دوربینی که قابلیت تغییر دستی فوکوس را داشته باشد می‌توان استفاده کرد.